# Kratova Hovtva, Dîkanka
Kratova Hovtva (în ucraineană Кратова Говтва) este un sat în comuna Vodeana Balka din raionul Dîkanka, regiunea Poltava, Ucraina.

## Demografie
Componența lingvistică a localității Kratova Hovtva
     Ucraineană (93,91%)
     Rusă (3,04%)
     Alte limbi (0,43%)
Conform recensământului din 2001, majoritatea populației localității Kratova Hovtva era vorbitoare de ucraineană (93,91%), existând în minoritate și vorbitori de rusă (3,04%).